# Ust-Katawer Waggonbaufabrik

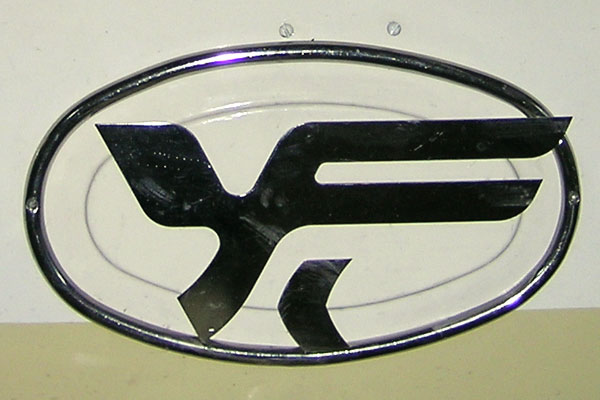
Das Emblem der Ust-Katawer Waggonbaufabrik im 71-619-Straßenbahnfahrzeug.

Ust-Katawer Kirow-Waggonbaufabrik (UKWS) (russisch ФГУП Усть-Катавский вагоностроительный завод имени С. М. Кирова (УКВЗ)) ist ein russischer Hersteller von Straßenbahnfahrzeugen mit Sitz in Ust-Kataw, Oblast Tscheljabinsk. Gegründet wurde UKWS im Jahr 1758 als Stahlwerk. Heute stellt der Betrieb Straßenbahnwagen des 71-623-Typs her und Geräte für die Raumfahrt- und Erdgasindustrie. Benannt ist das Unternehmen zu Ehren des Staats- und Parteifunktionärs Sergei Mironowitsch Kirow.

## Produktion

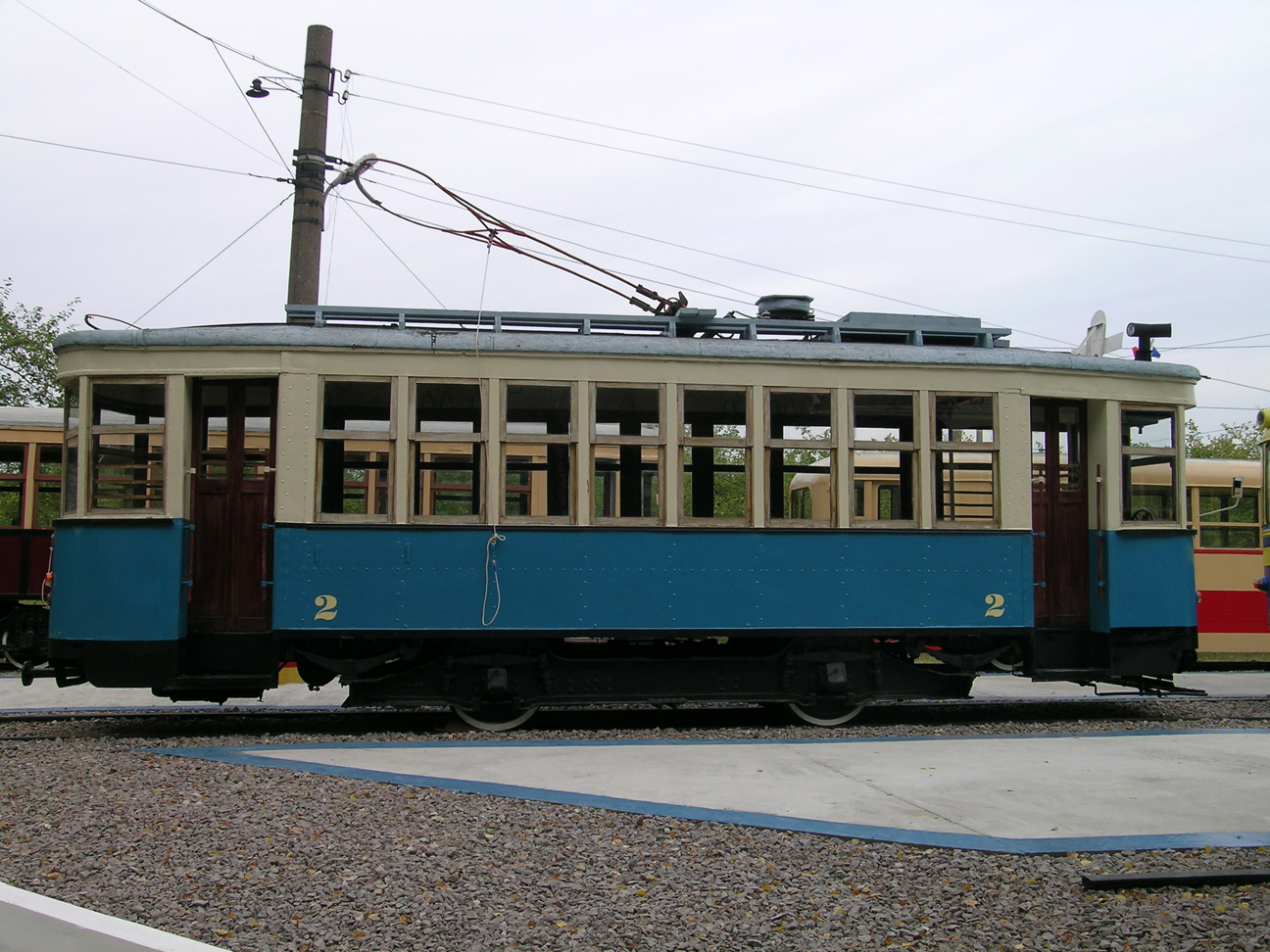
Ch (1937–1941)
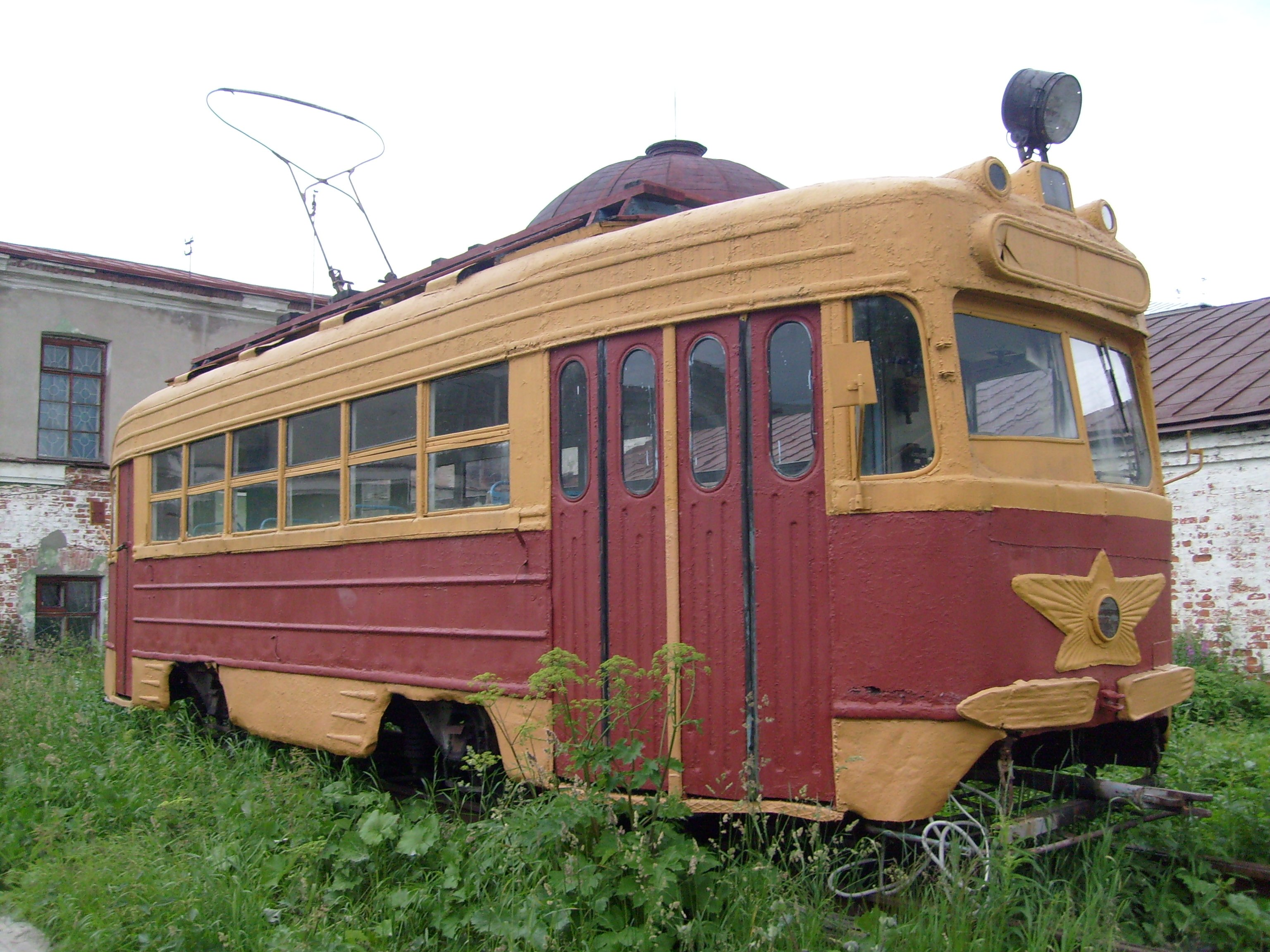
KTM-1 (1948–1961)
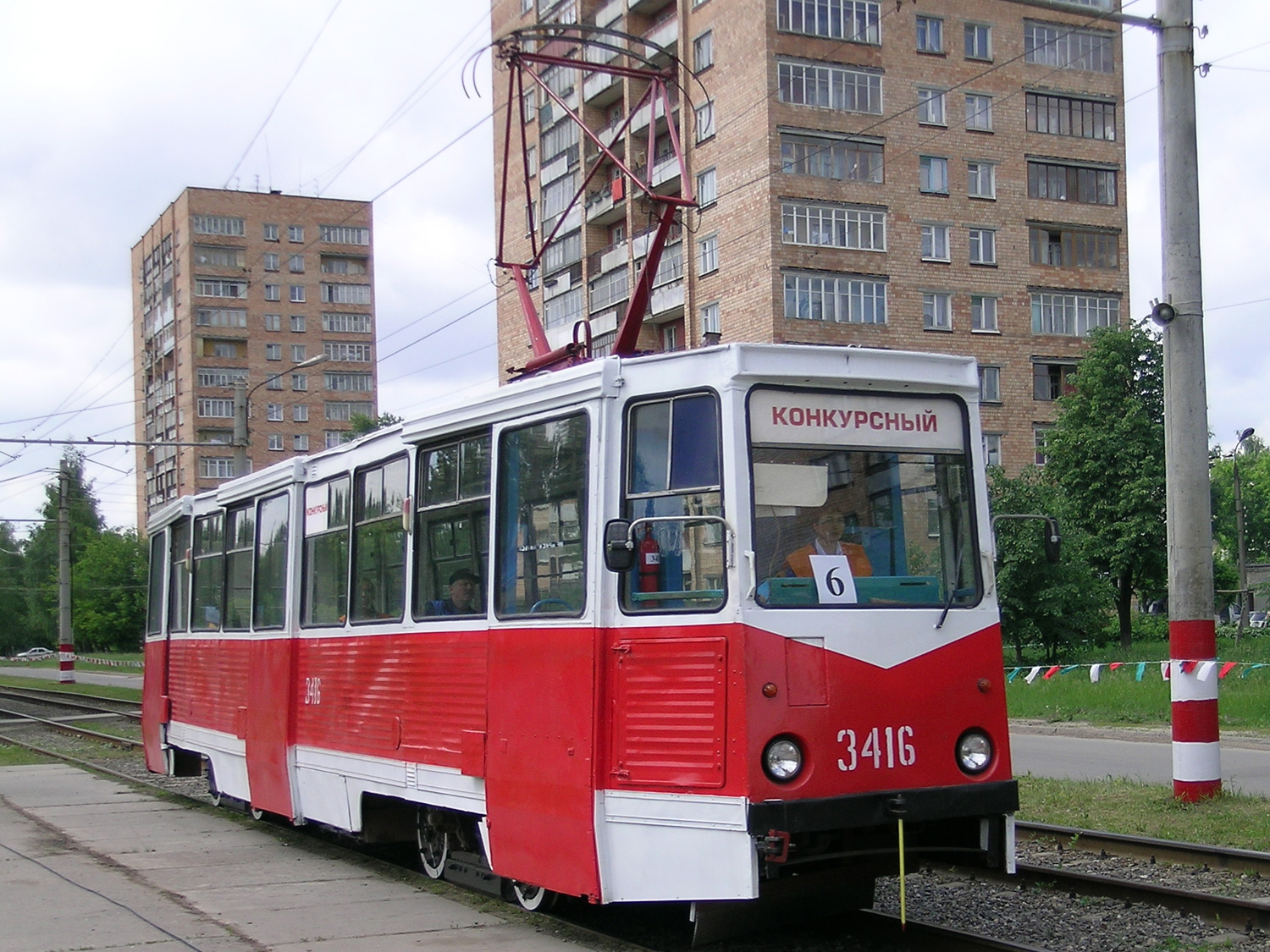
71-605 oder KTM-5M3 (1965–1992)
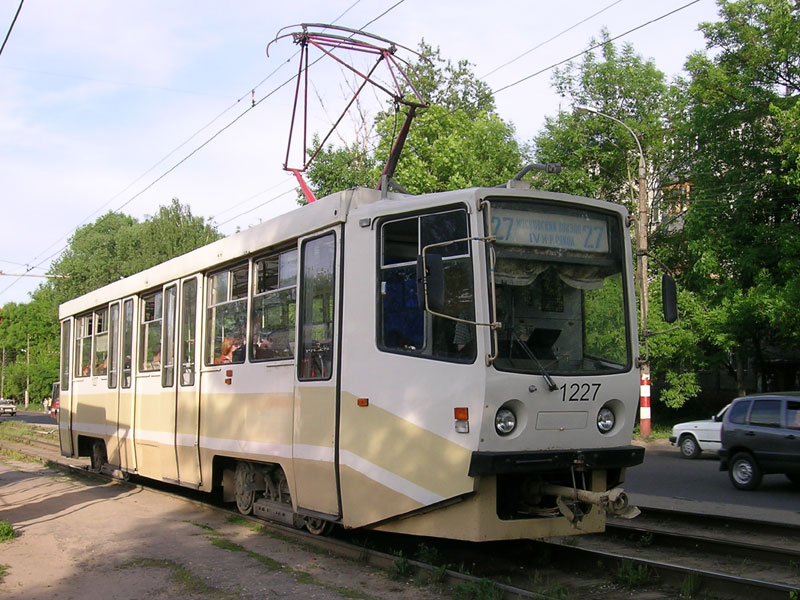
71-608 (1990–2007)
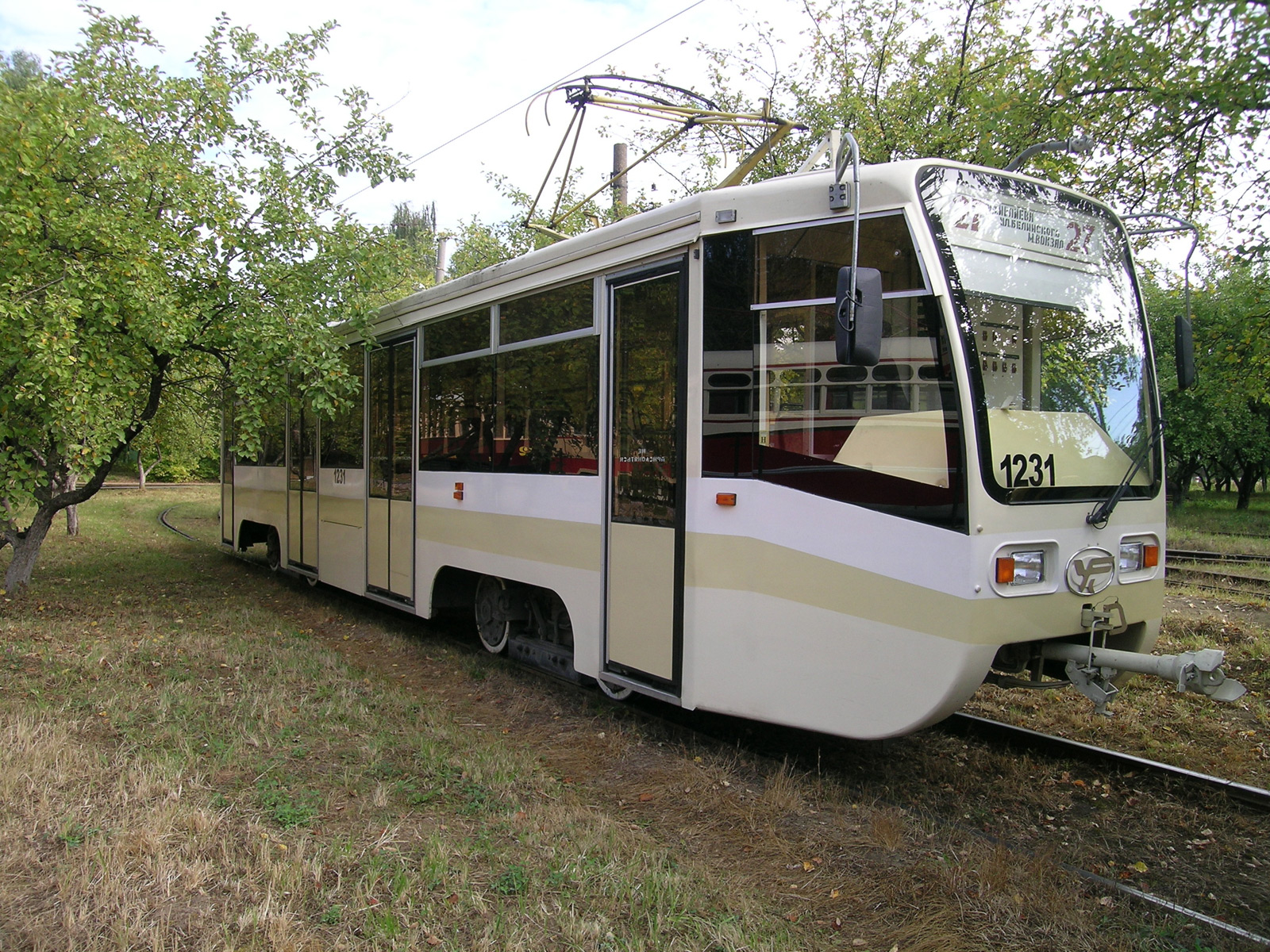
71-619 (seit 1999)